# Lăutarii
Lăutarii (în rusă Лаутары, transliterat: Lautarî) este un film moldovenesc din anul 1971, regizat de regizorul moldovean Emil Loteanu. Acest film prezintă viața lui Toma Alistar, staroste de lăutari. În ciuda faptului că talentul îl făcuse în tinerețe să cânte la marile curți împărătești, destinul și dragostea față de Leanca îl fac să-și desfășoare viața în mizerie și chin pe plaiuri natale. Despărțit de Leanca, trăiește până la sfârșitul vieții sale măcinat de amintirea fostei sale iubiri.

## Rezumat
O colorată poveste romantică despre muzicanții populari ai Moldovei - lăutarii. Din copilărie, două pasiuni îi stăpâneau sufletul lui Toma Alistar - muzica și dragostea pentru frumoasa țigancă Leanca. Dar degeaba s-au luptat tinerii îndrăgostiți pentru fericirea lor pentru că au fost despărțiți unul de celălalt. Tânărul nu a putut fi despărțit însă de vioară. Iar el și-a purtat vioara pe drumurile Moldovei pe parcursul unei vieți întregi ca o amintire despre Leanca. Și numai înainte de moarte a întâlnit o țigancă bătrână, în care a văzut chipul iubirii sale unice. 

## Distribuție
- Serghei Lunchevici - Toma Alistar
- Galina Vodniațkaia - Leanca
- Willy Musoian - Dragomir
- Grigore Grigoriu - Radu Negostin
- Svetlana Toma - mireasa lui Radu Negostin
- Mircea Soțchi-Voinicescu - locotenentul Baturin
- Victor Soțchi-Voinicescu - Duca
- Victor Ciutac - tatăl lui Toma Alistar
- Mihai Timofti - Vasile
- Ion Ilie Cazacu - jandarm
- Dumitru Hăbășescu
- Jenea Rolko
- Olga Câmpeanu
- Angelica Iașcenco
- Haralambie Berdaga - lăutar
- Dumitru Mocanu - lăutar
- Liubomir Iorga - lăutar
- Ilie Moschei - lăutar
- Vasile Zubcu - lăutarul Ilie Vâlcu
- N. Fagurel - lăutar
- Valeriu Cupcea
- Dumitru Fusu (nemenționat)
- Ion Arachelu
- Mihail Curagău - Anafură
- Dumitru Caraciobanu - Preda
- Constantin Constantinov
- Domnica Darienco
- Isidor Burdin (nemenționat)
- Ilie Guțu (nemenționat)
- Ștefan Petrache (nemenționat)

## Colectiv de producție
- Producător executiv - Gheorghe Dimitriu
- Muzica - Isidor Burdin și Eugeniu Doga
- Imaginea - Vitalie Calașnicov
- Costume - Mariana Dimitriu
- Scenarist - Emil Loteanu
- Regizor asistent - Valentina Plugaru
- Regizor - Emil Loteanu

## Lansare
A fost lansat în anul 1973 și a avut parte de un mare succes comercial, fiind vizionat de 13,8 milioane de spectatori în cinematografele din Uniunea Sovietică.

## Recepție
Criticul Tudor Caranfil a comentat acest film astfel: „Bogăția policromă a cântecului și dansului popular, generozitatea detaliului etnografic, ecoul baladei populare, cântecul bătrânesc cu dulceața versului lui Anton Pann, fac substanța filmului. Cineastul ni-i arată pe dezmoșteniții sorții bântuind stepele Bugeacului, disprețuiți și alungați, cei din urmă la spovedanie și țintirim, cei dintâi la nunți și la bucuria serbărilor populare.”

## Premii obținute
Filmul Lăutarii a fost distins cu următoarele premii:
- Premiul Scoica de Argint la Festivalul Internațional de Film de la San Sebastián (1972)
- Premiul Special al Juriului la Festivalul Internațional de Film de la San Sebastián (1972)